# Cerococcus oranensis
Cerococcus oranensis är en insektsart som beskrevs av Alfred Serge Balachowsky 1941. Cerococcus oranensis ingår i släktet Cerococcus och familjen Cerococcidae.
Artens utbredningsområde är Algeriet. Inga underarter finns listade i Catalogue of Life.